# Centre commercial Place des Halles
Cet article concerne le centre commercial. Pour la place de Strasbourg, voir Place des Halles (Strasbourg).
Le centre commercial Place des Halles est un ensemble immobilier situé au nord-ouest de la Grande Île de Strasbourg, dans le département du Bas-Rhin. 
Le centre se trouve sur l'emplacement de l'ancienne gare de Strasbourg qui avait été reconvertie en halle de marché.

## Histoire

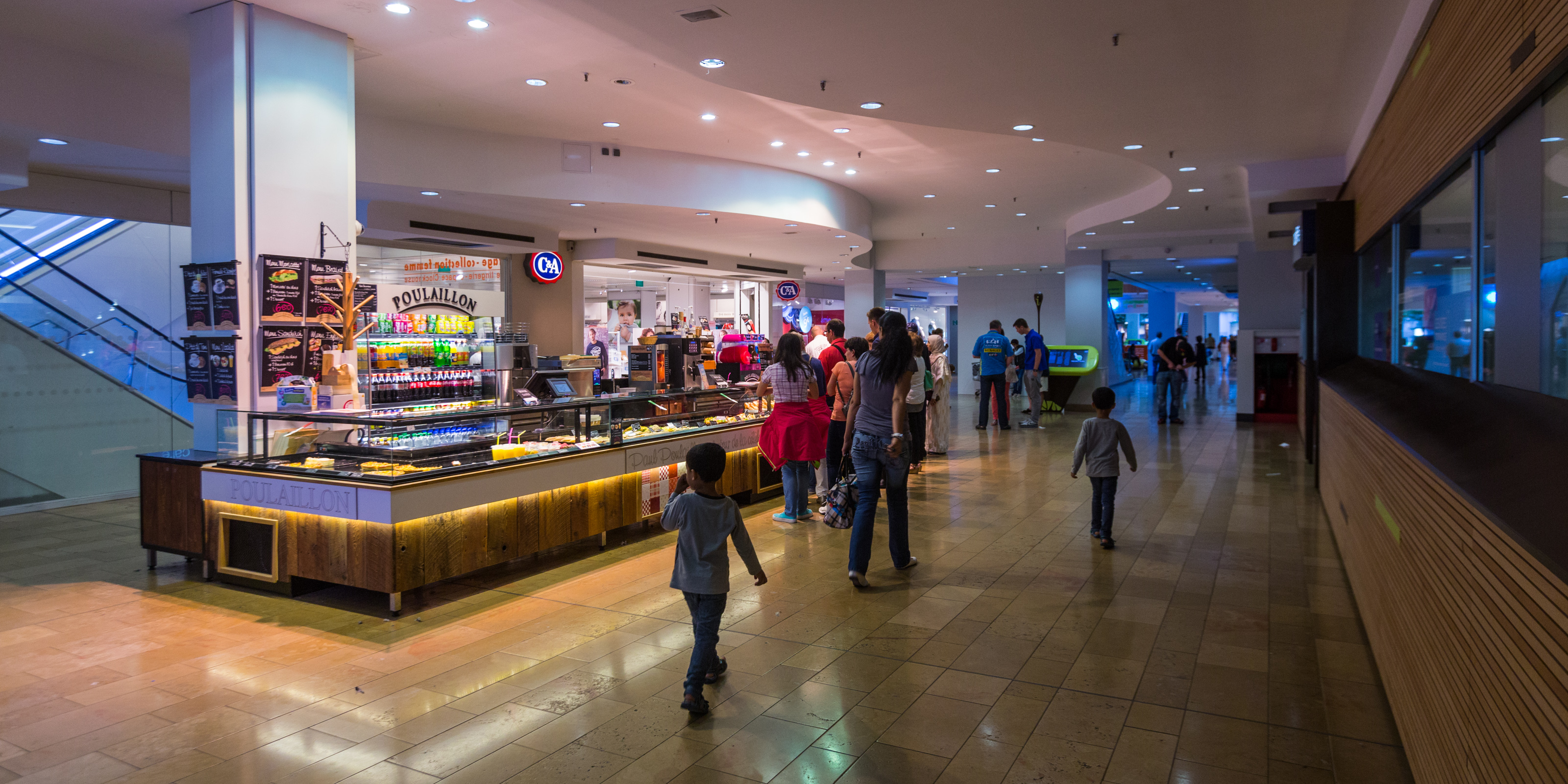
Intérieur du centre commercial.

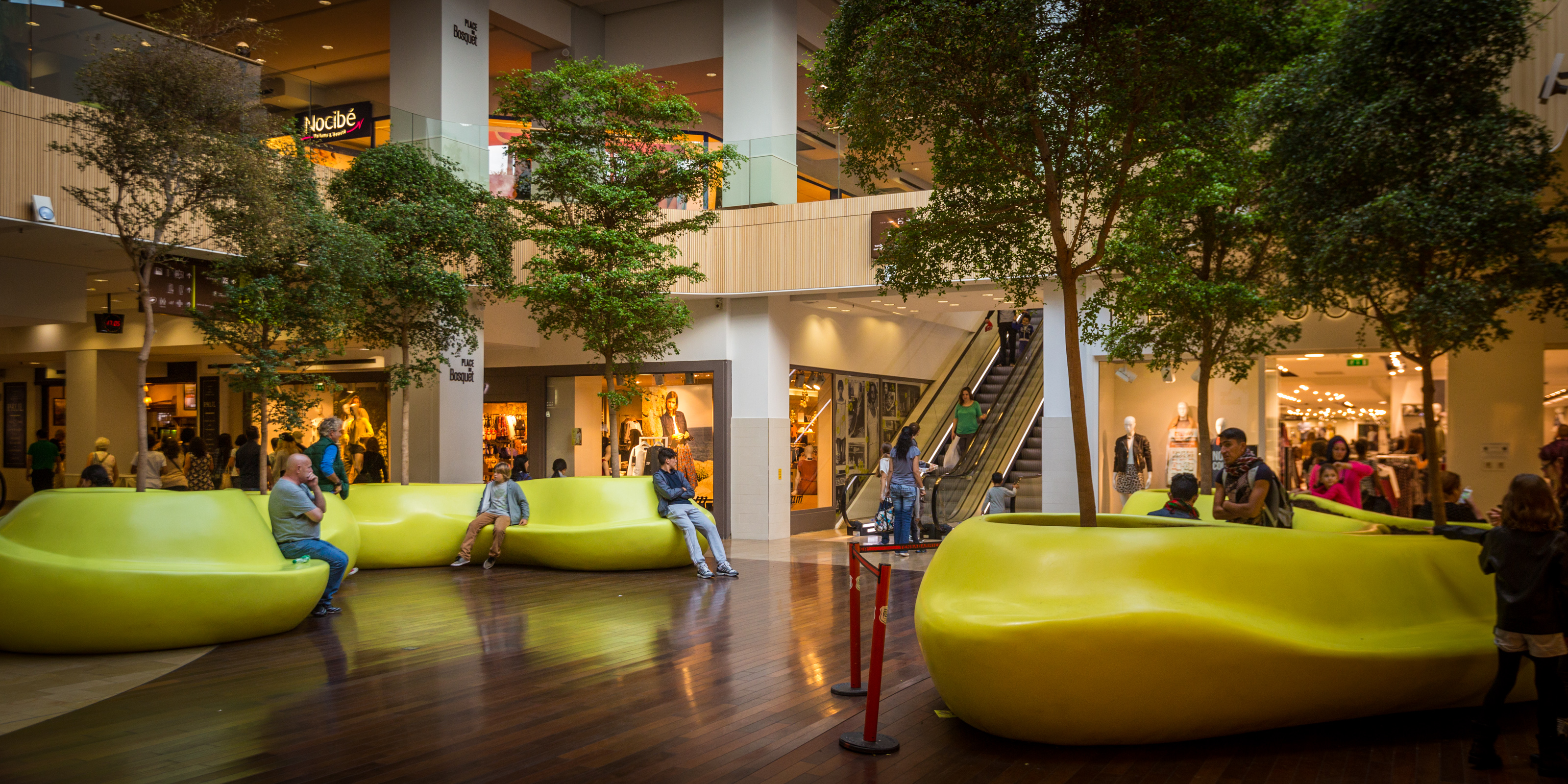
Intérieur du centre commercial. C'est dans ce hall que se trouvait le système astronomique.

Le projet de l'ensemble immobilier des Halles consistant à la réalisation d'un ensemble à vocation commercial, tertiaire et résidentiel remonte à 1969. Le terrain est vendu le 7 juillet 1970 et les travaux débutent dès 1972. La tour de la Caisse d'épargne est le premier bâtiment du complexe à sortir de terre en 1974. Le marché couvert est démoli au cours de la même année, malgré les protestations des Strasbourgeois, et le reste du centre est achevé en 1979. À l'origine un complexe de cinéma était prévu mais fut annulé en raison d'une restriction budgétaire. L'offre immobilière est complétée par une maison de retraite, des logements, des bureaux, des hôtels et des parkings favorisant ainsi l'activité du centre commercial.
Le centre commercial Place des Halles est ouvert le 20 mars 1979.
L'entreprise Ungerer installe un système astronomique Soleil-Terre-Lune sous la verrière du principal hall du centre. Ce dernier est surnommé « Astrohalles ».
L'actuel complexe occupe tout l'espace délimité par le quai Kléber, la rue du Marais-Vert, le boulevard du Président-Wilson, la rue et la place des Halles et la rue de Sébastopol. Sa construction a permis d'étirer le centre-ville vers le nord.
Inauguré le 17 septembre 1979, le McDonald's de la Place des Halles est le premier des restaurants de l'enseigne ouvert en France.
En 1994, à l'occasion de la construction de la ligne A du tram, le parvis Kléber donnant sur le quai du même nom est réaménagé afin de permettre un accès piétonnier au centre-ville par le pont du Marché. Auparavant les piétons devaient emprunter un passage souterrain pour traverser la chaussée, désormais ce sont les automobilistes qui empruntent un court tunnel passant sous le parvis. À cette occasion, une œuvre d'art contemporaine est installée devant la station de tram : « Woman walking to the Sky » (« femme marchant vers le ciel ») de Jonathan Borofsky.
L'intérieur du centre commercial est rénové une première fois en 1998. En 2002, le système astronomique « Astrohalles » est démonté en raison de son état de vétusté.
En 2009, la Caisse d'épargne Alsace déménage. La tour est vendue à la société Est Capitalisation (Esca) qui entreprend une rénovation complète de celle-ci.
En 2013, l'intérieur du centre commercial est entièrement rénové, des arbres et des plantes ainsi qu'une fontaine sont disposés dans les allées et halls du centre.
Début 2016, la Banque populaire d'Alsace quitte ses locaux de la tour Concorde pour s'installer dans un nouvel immeuble situé place de Haguenau.
Un chantier de rénovation de la façade et du parvis quai Kléber démarre fin septembre 2017. Les travaux doivent s'achever en septembre 2019.
Début 2017, un projet de multiplexe cinématographique qui prendrait place sur le site de la gare routière du Réseau 67 est dévoilé. Ce dernier est cependant en concurrence avec un autre projet de complexe cinématographique situé au sein de l'ancienne brasserie Fischer à Schiltigheim.

### Identité visuelle

Logo de 1979 à 1999.
De 1999 à 2013.
Depuis 2013.

## L'ensemble immobilier
- Centre commercial Place des Halles, 24 place des Halles (autres portes donnant quai Kléber, rue de Sébastopol, rue du Marais-Vert et place Clément via une passerelle). Il compte aujourd'hui près de 120 boutiques, restaurants et services. On y trouve également un bureau de poste, une pharmacie, des agences bancaires, un supermarché (Auchan) et une discothèque.

Outre le centre commercial, l'ensemble immobilier comporte un certain nombre d'immeubles de bureaux, de logements et d'équipements :
- Tour Esca (ancien siège social de la Caisse d’épargne Alsace), 2 quai Kléber ; siège social de la société Esca et bureaux.
- Le Sébastopol, 3 quai Kléber ; immeuble de bureaux.
- Le Concorde, 4 quai Kléber ; (ancien siège social de la Banque populaire d'Alsace), immeuble de bureaux converti en logements et renommé Horizon[7].
- Hôtels Ibis et Novotel, 1 rue de Sébastopol.
- Tour Europe, 20 place des Halles ; le plus haut bâtiment du complexe avec ses 62 mètres (et l'un des plus hauts de Strasbourg)[8], bureaux.
- Résidence ABRAPA, 22 place des Halles ; maison de retraite.
- Résidence Le Consul, 23-25 place des Halles ; logements.
- Centre sportif des Halles, FeelSport, rue du Marais-Vert.
- Parking P1 Marais Vert, rue du Marais-Vert, 820 places[9].
- Parking P2 Sébastopol, rue de Sébastopol, 560 places[10].
- Parking P3 Wilson, rue des Halles (relié au centre par des passerelles), 1 270 places[11].

### Galerie

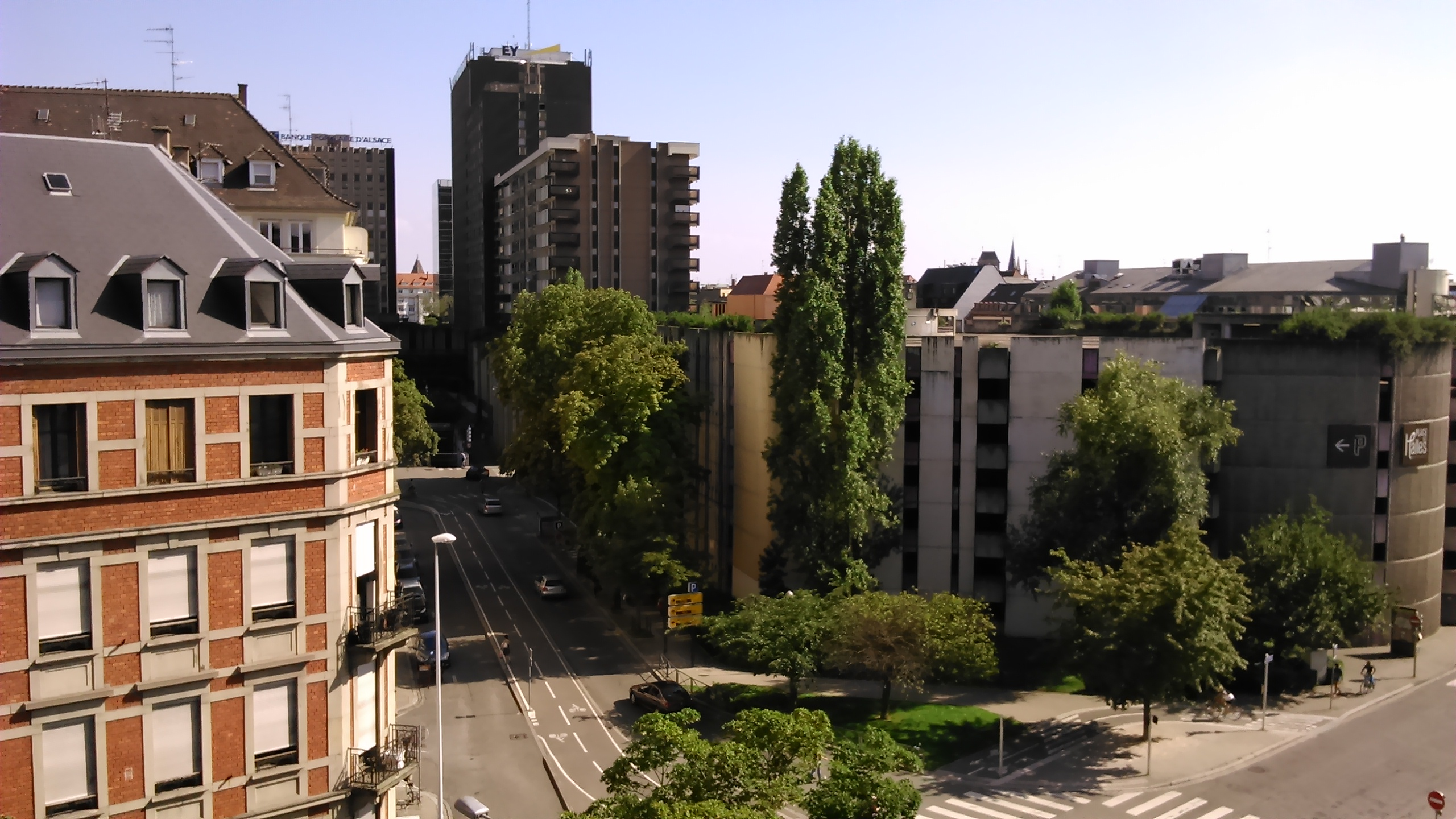
Vue sur l'arrière de la Place des Halles.
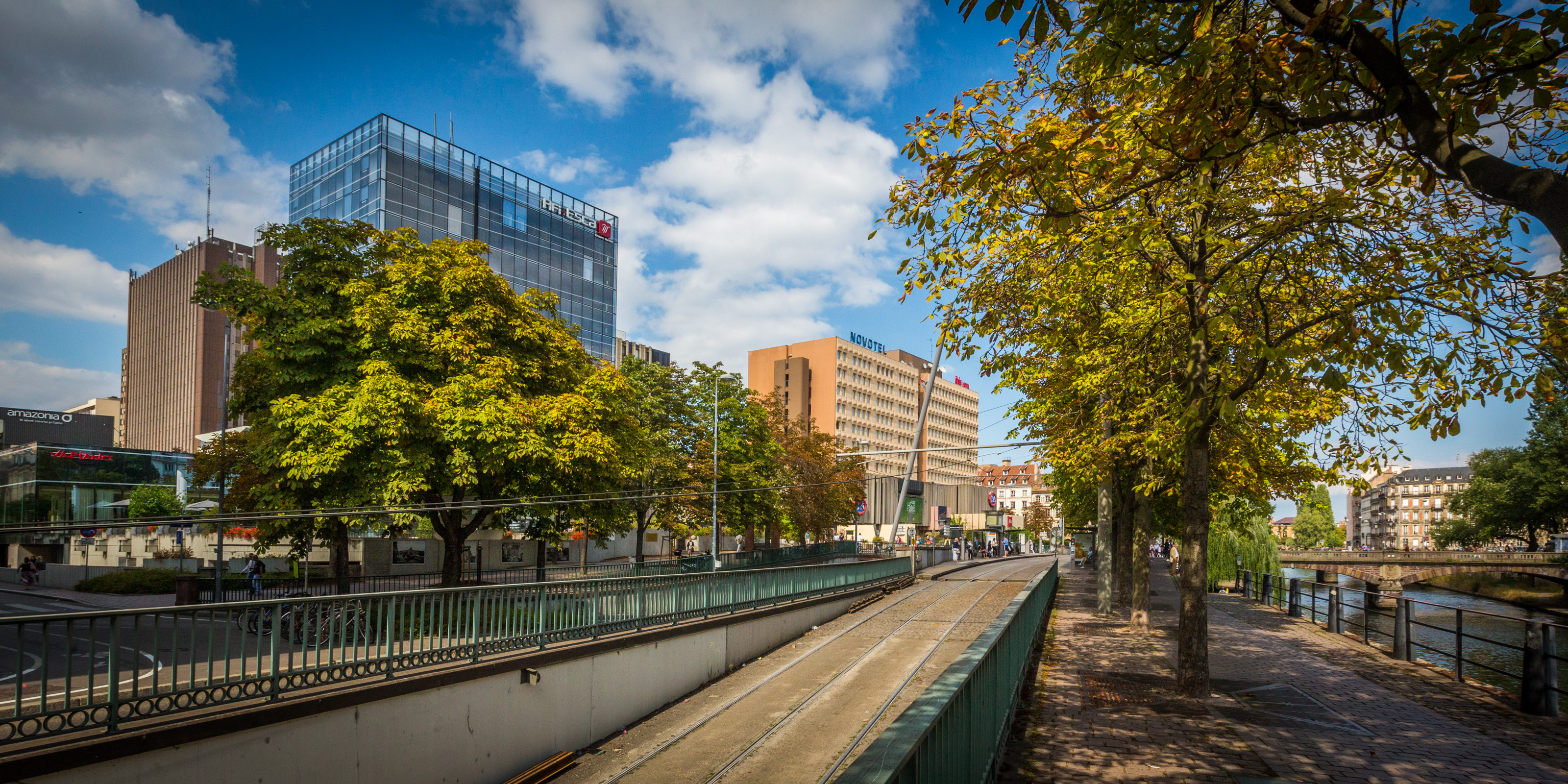
La Place des Halles vue depuis le quai Kléber.
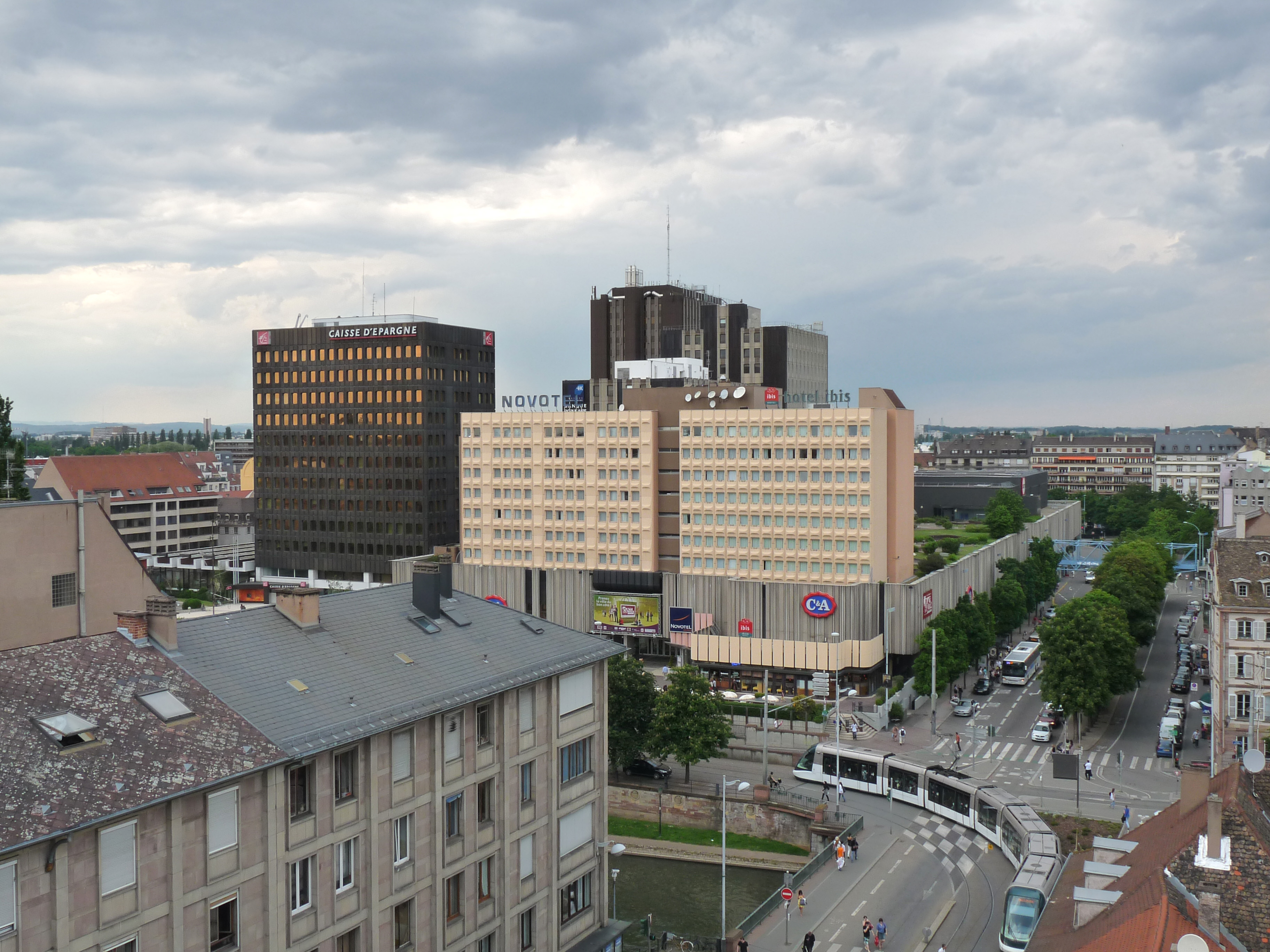
La Place des Halles avant rénovation de la Tour Esca.
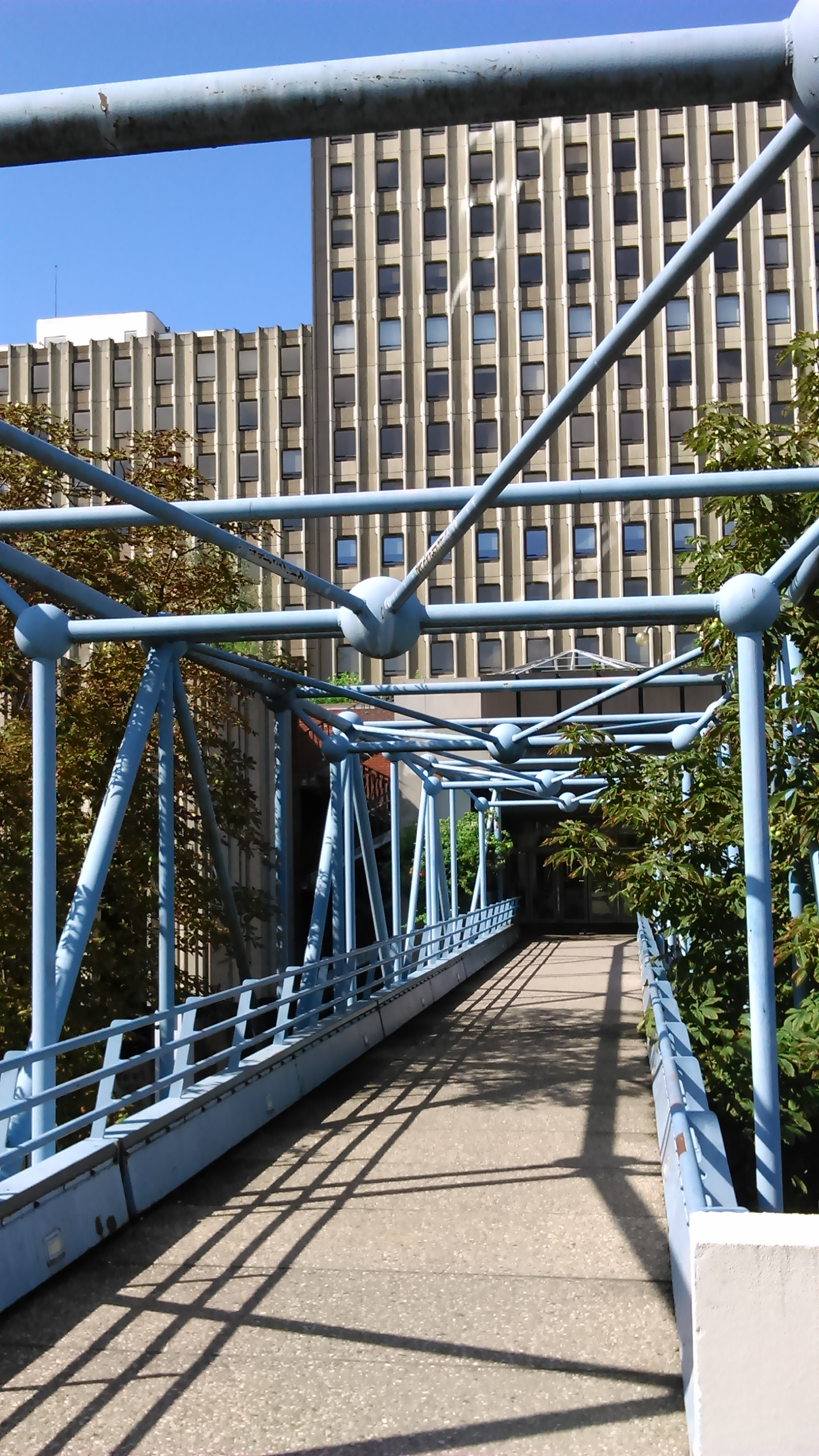
Passerelle au-dessus de la rue de Sébastopol reliant le centre à la place Clément.
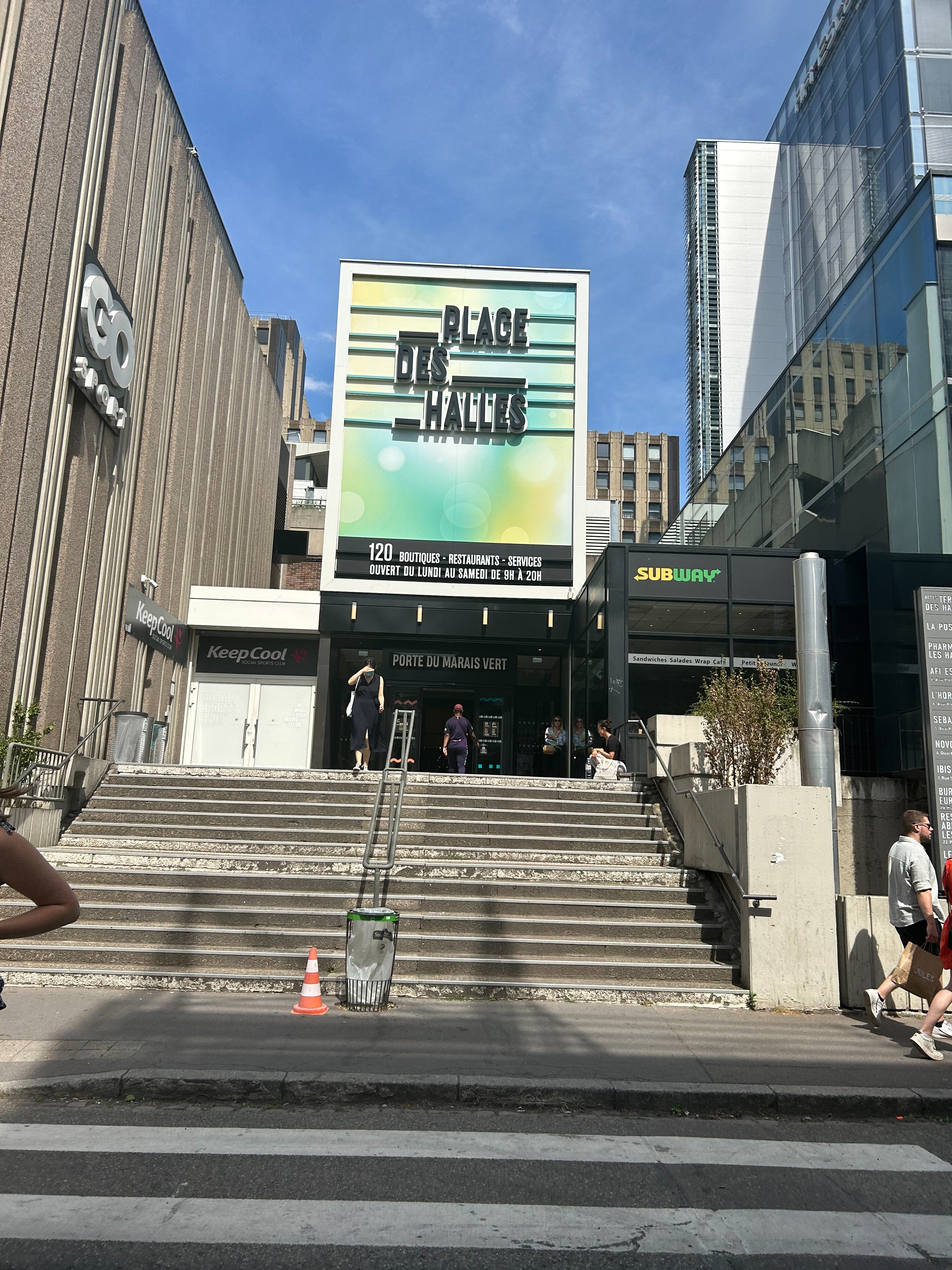
L'entrée du centre commercial (Porte du Marais Vert)

## Transports en commun

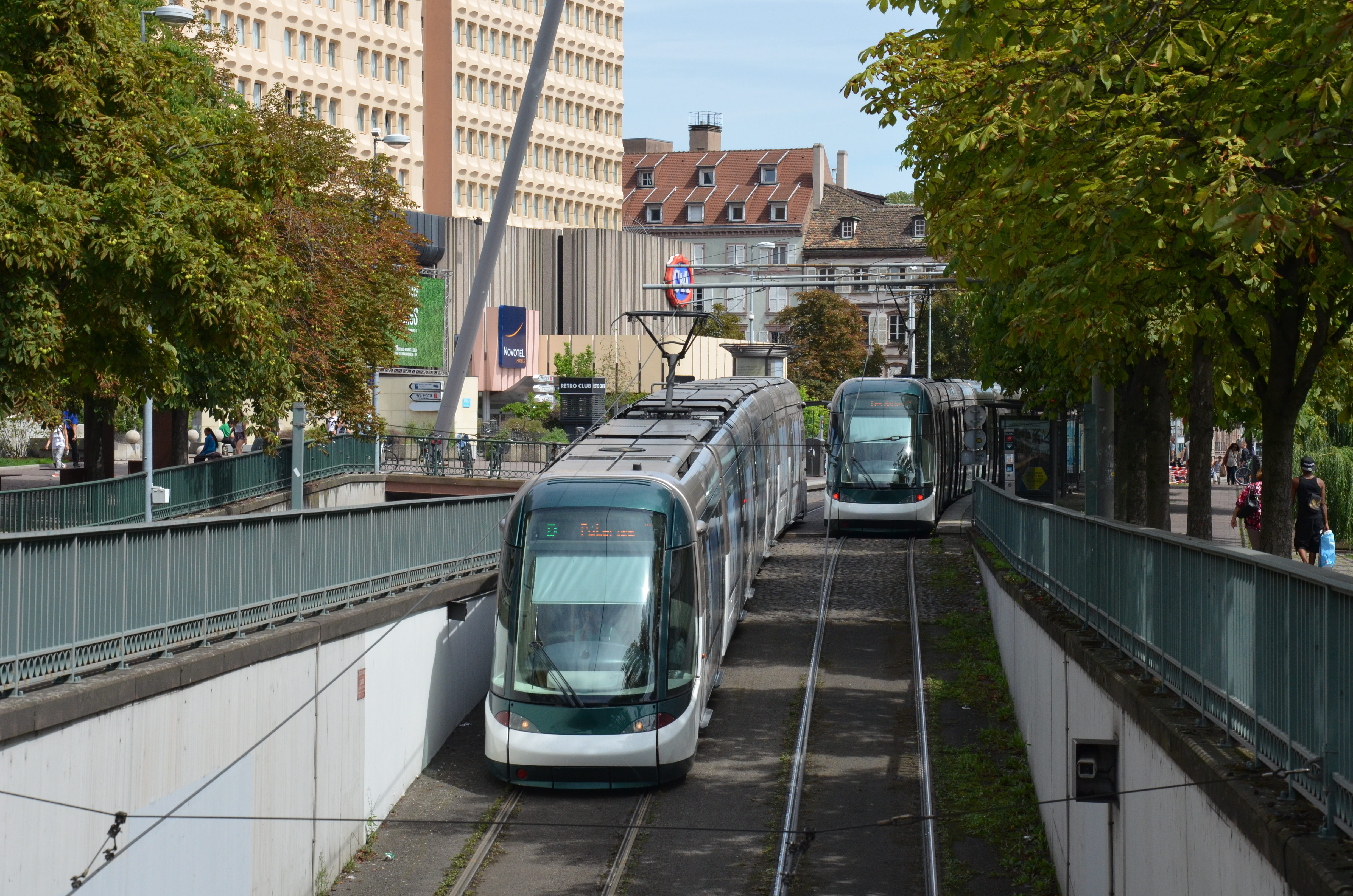
Le tram devant le centre, à la sortie du tunnel Gare - Halles.

Côté quai Kléber se trouve la station de tram Ancienne Synagogue - Les Halles desservie par les lignes A et D, ainsi que l'arrêt de bus Les Halles - Pont de Paris desservis par les lignes C3, C6 et C9.
Côté rue de Sébastopol se trouve l'arrêt de bus Les Halles - Sébastopol terminus des lignes 71, 73, 75 et 76.
La gare routière du réseau Fluo Grand Est se trouve à l'arrière du centre.
Depuis fin 2010, la ligne C du tram passe également à proximité de la porte du Marais-Vert via la station Faubourg de Saverne.